# Mackenzie Esporte Clube
Mackenzie Esporte Clube – brazylijska kobieca drużyna siatkarska z Belo Horizonte. Obecnie zespół występuje w rozgrywkach Superligi. Klub został założony w 1943.